# 고스트 앤 다크니스
《고스트 앤 다크니스》(영어: The Ghost and the Darkness)는 1996년 미국에서 제작된 스티븐 홉킨스 감독의 시대극 모험 영화이다. 사보의 식인 사자 실화에 허구를 섞어 극화하였다. 마이클 더글러스, 밸 킬머 등이 출연하였고, 게일 앤 허드 등이 제작에 참여하였다.
이 영화는 복합적인 반응을 얻었으며, 1997년 음향 편집 감독 브루스 스탬블러가 제69회 아카데미상 음향편집상을 수상하였다.

## 줄거리
1898년, 케냐 차보의 철도 프로젝트를 위한 주요 자금 제공자인 로버트 보몬트는 프로젝트 일정을 맞추기 위해 아일랜드계 영국인 군사 엔지니어인 존 헨리 패터슨 중령의 전문 지식을 찾는다. 패터슨은 아내 헬레나에게 다리를 완성하고 자녀의 출산에 맞춰 런던으로 돌아오겠다고 약속하며 영국에서 차보로 떠난다. 도착 직후 그는 영국인 감독 앵거스 스타링, 케냐인 작업반장 새뮤얼, 그리고 데이비드 손 박사를 만난다. 손 박사는 패터슨에게 최근 사자 공격이 사업에 영향을 미쳤음을 알린다.
같은 날 밤, 패터슨은 다가오는 사자를 한 발의 총성으로 사살하여 노동자들의 존경을 얻고 안전하게 작업을 재개할 수 있게 한다. 그러나 불과 몇 주 후, 건설 작업반장인 마히나가 자신의 텐트에서 끌려나간다. 해가 뜰 무렵, 그의 훼손된 시체가 발견되고, 패터슨은 마히나를 먹은 사자를 잡기 위해 또 다른 야간 사냥을 시도한다. 아침에 그는 스타링으로부터 자신의 위치에서 캠프 반대편 끝에서 두 번째 작업자의 시체가 발견되었다는 소식을 듣는다.
패터슨은 새뮤얼의 조언을 따라 사자가 들어오는 것을 막기 위해 텐트 주변에 가시 울타리를 만들도록 노동자들을 고용한다. 며칠 후, 대낮에 사자가 캠프를 공격하여 또 다른 작업자를 죽인다. 패터슨, 스타링, 새뮤얼이 사자가 시체를 먹는 동안 사자를 궁지에 몰아넣자, 다른 사자가 건물 지붕에서 그들에게 뛰어들어 스타링의 목을 베고 패터슨의 왼팔에 부상을 입힌다. 패터슨은 회복하여 그들을 쏘려 하지만, 두 사자 모두 도망친다. 새뮤얼은 이전에 두 마리의 식인동물은 없었다고 말한다. 그들은 항상 단독 사냥꾼이었다.
압둘라라는 남자가 이끄는 노동자들은 패터슨에게 등을 돌리기 시작하고, 결과적으로 다리 건설은 중단된다. 패터슨은 보호를 위해 영국에 병사들을 요청하지만 거절당한다. 현장을 잠시 방문하는 동안 보몬트는 패터턴에게 그의 임무가 제때 끝나지 않으면 그의 명성을 더럽힐 것이라고 위협한다. 그는 또한 과거의 실패로 인해 위협을 제거하는 데 패터슨을 돕기 위해 유명한 사냥꾼 찰스 레밍턴에게 연락할 것이라고 발표한다.
얼마 후, 레밍턴은 숙련된 마사이인 전사들과 함께 차보에 도착하고, 그들은 사자들의 악명 높은 방식 때문에 그들을 "유령"과 "어둠"이라고 부른다. 레밍턴의 덤불 속에 한 마리 사자를 가두려는 첫 시도는 패터슨이 빌린 총이 오발되면서 실패한다. 전사들은 그 짐승에게 겁을 먹고 떠나기로 결정하지만, 레밍턴은 남기로 한다. 그는 병들고 부상당한 노동자들을 위해 새로운 병원 텐트를 만들고 동물 부위와 피로 버려진 건물로 사자들을 유인한다. 식인 사자들은 함정에 빠지는 듯하지만, 레밍턴과 패터슨이 그들을 쏘자 그들은 새로운 병원으로 후퇴하여 많은 환자들과 손 박사를 학살한다.
압둘라와 노동자들은 떠나고, 패터슨, 레밍턴, 새뮤얼만 남는다. 전자 둘은 동물들의 소굴을 찾아내고 수십 명의 희생자들의 뼈를 발견하며, 레밍턴은 사자들이 단순히 스포츠를 위해 행동했다는 것을 깨닫는다. 그날 저녁 캠프로 돌아와서 패터슨은 개간지에서 사냥대에 올라 바분(개코원숭이)을 미끼로 사용하여 포식자 중 한 마리를 자신의 위치로 유인한다. 패터슨이 스탠드에서 떨어지면서 계획이 틀어지지만, 레밍턴은 사자가 패터슨에게 뛰어들기 전에 그 고양이를 죽이는 데 성공한다. 그와 패터슨, 새뮤얼은 밤새 술을 마시고 축하하지만, 다음 날 아침, 패터슨은 자신과 새뮤얼이 잠든 사이에 남아있는 사자가 레밍턴을 먹어치웠다는 것을 발견하고 잠에서 깬다.
두 남자는 레밍턴의 유해를 화장하고 캠프를 둘러싼 키 큰 풀을 태워 살아남은 사자를 그들이 설치한 함정 쪽으로 몰아넣는다. 사자는 부분적으로 건설된 다리에서 그들을 기습하고, 긴 추격 끝에 패터슨은 근처 나무에서 새뮤얼이 던져준 더블 라이플로 마침내 사자를 처치한다. 압둘라와 노동자들은 돌아오고, 다리는 제때 완성된다. 패터슨은 헬레나와 재회하고 아들을 처음으로 만난다.

## 출연진
- 마이클 더글러스
- 밸 킬머
- 존 카니
- 브라이언 매카디
- 버나드 힐
- 옴 푸리
- 톰 윌킨슨
- 에밀리 모티머
- 헨리 켈레

## 기타 제작진
- 공동 제작: 그랜트 힐
- 배역: 메리 셀웨이, 세라 트레비스
- 미술: 스튜어트 워츨
- 의상: 엘런 미로지닉

## 우리말 녹음
MBC 성우진
- 박일 - 레밍턴 (마이클 더글러스)
- 안지환 - 패터슨 (밸 킬머)
- 김기현
- 한상혁
- 김용식
- 권혁수
- 기경옥
- 안장혁
- 박지훈
- 김민성
- 김용준
- 송준석
- 오주연
- 이상범